# Altri compiti del governo sovietico
Altri compiti del governo sovietico (in russo Очередные задачи советской власти?, Očerednyje zadači savetzkaj vlasti), importante opera di Vladimir Lenin sui fondamenti della costruzione di un'economia socialista nella Russia sovietica; la versione originale dell'articolo fu scritta dall'autore dal 23 al 28 marzo 1918, e per la prima volta pubblicato il 28 aprile 1918. L'articolo praticamente completo fu pubblicato solamente nel 1958, nella lista completa delle opere di Lenin e completamente completa nel 1975.

## Storia e contenuto
Opera di Lenin consisteva presumibilmente in dieci capitoli: parte del quarto capitolo, così come i capitoli dal cinque al nove e l'inizio del decimo, furono pubblicati per la prima volta solo nel 36° volume della quinta edizione delle Opere complete; i capitoli dal primo al terzo, così come l'inizio del quarto capitolo entro il 1978 non sono stati “trovati”.
La versione originale dell'articolo fu scritta da Lenin nel periodo dal 23 marzo al 28 marzo 1918, e il 7 aprile 1918 l'autore delineò le sue disposizioni principali in una riunione del Comitato Centrale del PCUS(b), da cui fu incaricato di preparare tesi su questo tema. Il 26 aprile sono state discusse presso l'Ufficio di presidenza del Comitato Centrale del PCUS(b).

## Edizione e traduzioni
Nel 1918 furono pubblicati a New York in inglese e in francese; una versione ridotta è apparsa in tedesco a Zurigo - con il titolo "Il giorno dopo la rivoluzione" (Am Tage nach der Revolution) e curata dal socialista svizzero Friedrich Platten. Nel 1970, il testo di Lenin era stato pubblicato 74 volte al di fuori dell'URSS. A gennaio 1973, nella stessa URSS, quest'opera di Lenin è stata pubblicata 172 volte: in 53 lingue e con una tiratura totale di 6 656 000 copie.